# Hărnicești, Maramureș
Hărnicești este un sat în comuna Desești din județul Maramureș, Transilvania, România.

## Istoric
Prima atestare documentară: 1360 (Hwrniachfalwa). 

## Etimologie
Etimologia numelui localității: din n. grup hărnicești < supranumele Harnic(ul) (< apelativul harnic „care muncește mult" < sl. *harĭnŭ + suf. -nikŭ) + suf. -ești. 

## Demografie
La recensământul din 2011, populația era de 542 locuitori. 

## Monumente istorice
- Casa Iurca (1800);
- Biserica de lemn „Nașterea Maicii Domnului” (cca. 1700).

## Tradiții meșteșugărești
La Muzeul etnografic al Transilvaniei din Cluj-Napoca există un complex meșteșugăresc  din Hărnicești, jud.Maramures  ce datează de la începutul sec. al XX - lea, ce reunește trei instalații care funcționează alternativ cu aceeași sursă de apă, respectiv moara pentru măcinat cereale, piua pentru îngroșarea țesăturilor din lînă și o vîltoare ce are forma unui trunchi de con și care  formează un vărtej ce răsucește lâna pentru a intra la apă și pentru a-i scoate părul. Vîltoarea este utilizată și pentru spălarea hainelor din lînă și chiar a covoarelor  moderne. Instalațiile sunt executate în totalitate din lemn, doar arborele principal - care face legătura cu turbina - având un ax metalic.    

## Galerie de imagini

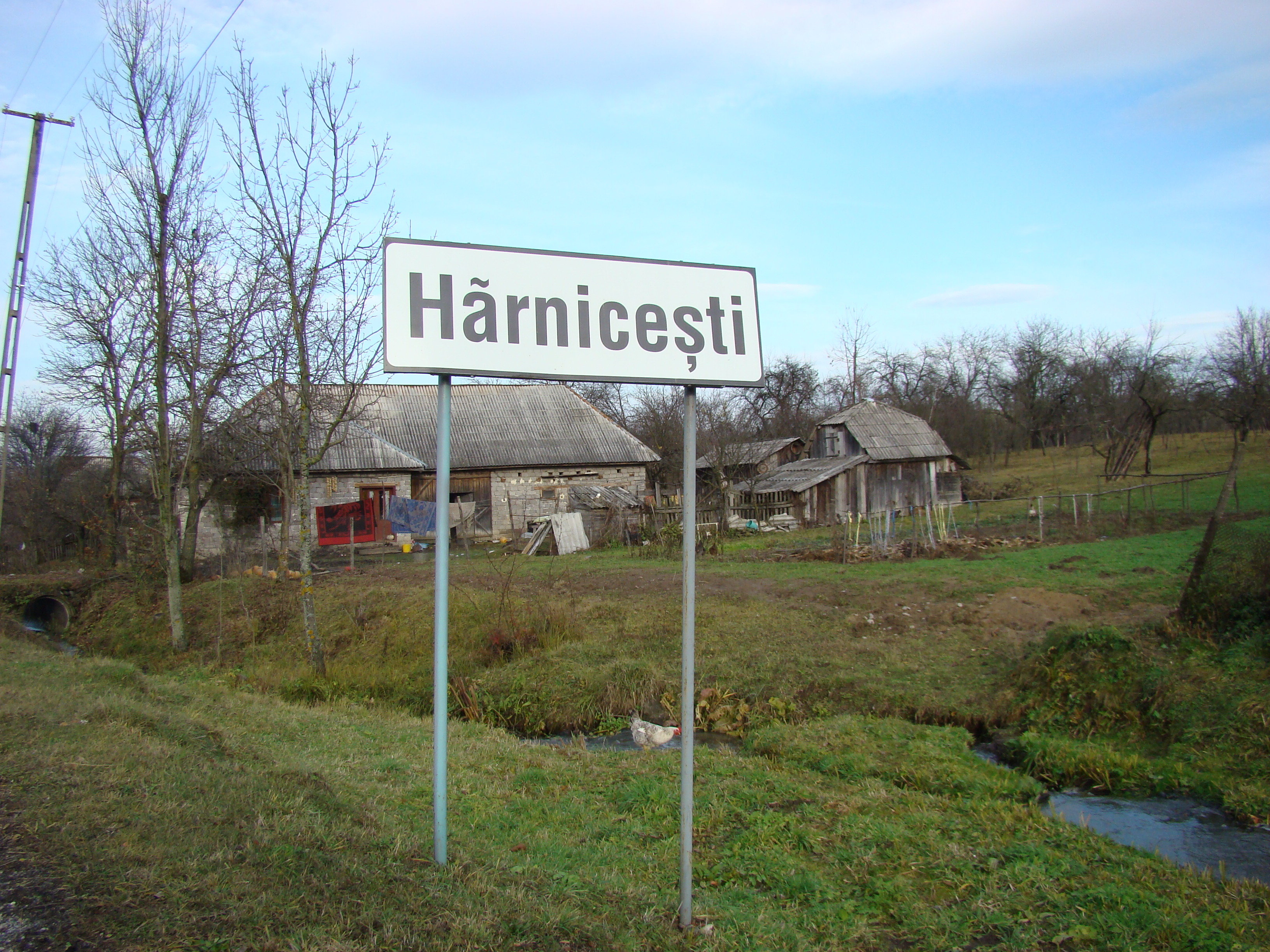
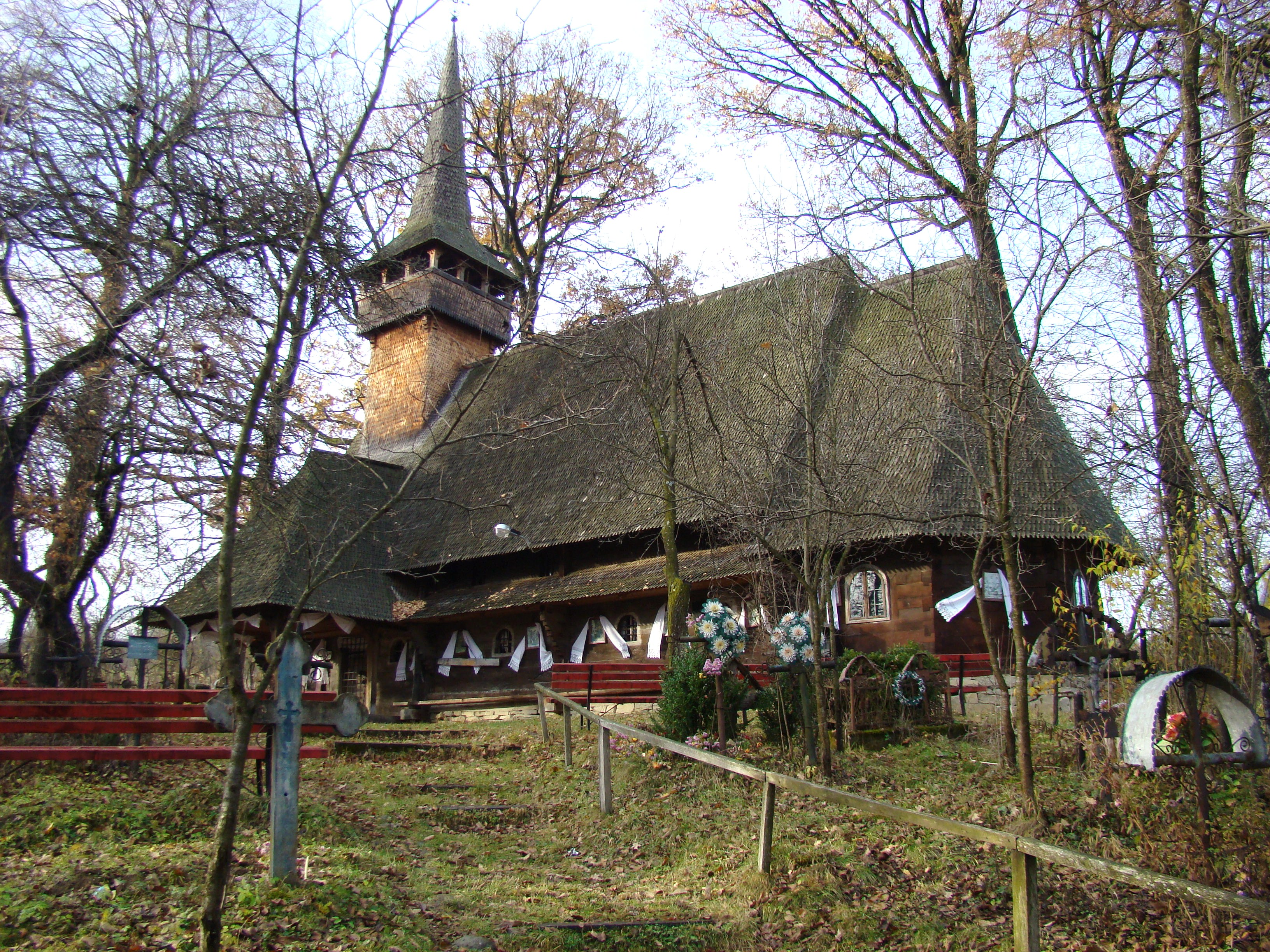
Biserica de lemn „Naşterea Maicii Domnului”
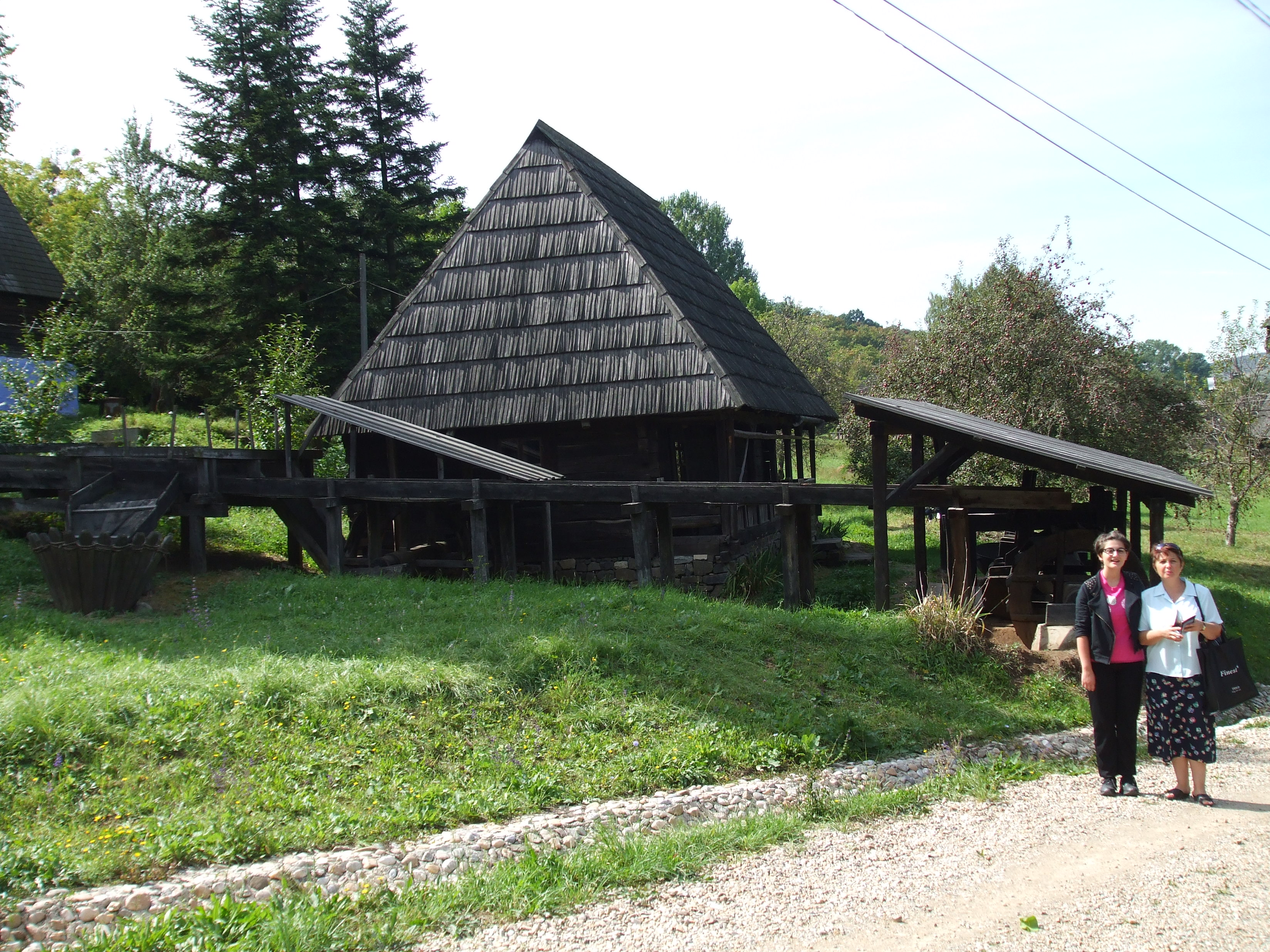
Complexul meșteșugăresc din Hărnicești, construit din lemn și bazat exclusiv pe forța apei, aflat la Muzeul Etnografic al Transilvaniei din Cluj -Napoca.